# Bombylius gracilipes
Bombylius gracilipes är en tvåvingeart som beskrevs av Becker 1906. Bombylius gracilipes ingår i släktet Bombylius och familjen svävflugor.
Artens utbredningsområde är Algeriet. Inga underarter finns listade i Catalogue of Life.